# June Lockhart
June Lockhart (* 25. června 1925 New York) je americká herečka. Byla dvakrát nominována na cenu Emmy.

## Život a kariéra
June Lockhart se narodila jako dcera herců Gena Lockharta a Kathleen Lockhart. Debutovala již v osmi letech v Metropolitní opeře v inscenaci opery Peter Ibbetson, v roli Mimsey. V polovině 30. let se Lockhartovi přestěhovali do Kalifornie, kde se její otec Gene těšil dlouhé kariéře jednoho z největších filmových herců. June debutovala na plátně ve verzi muzikálu Vánoční koleda (1938) společnosti Metro-Goldwyn-Mayer, kde si zahrála dceru svých vlastních rodičů. June se objevila ve více než 12 filmech před rokem 1947, kdy se prosadila na Broadwayi v komedii Pro lásku nebo peníze s Johnem Loderem. Za tuto roli dostala cenu Tony, cenu Donaldson, cenu Theatre World a ocenění Associated Press pro ženu roku v dramatu. V televizi si zahrála v populárních seriálech jako Lassie (1954) a Ztraceni ve vesmíru (1965). Celkem do svých 90. narozenin dosáhla více než 170 rolí.